# Esercito continentale
L'esercito continentale (in lingua inglese: Continental Army) fu un esercito formato dopo lo scoppio della guerra d'indipendenza americana dalle Tredici colonie britanniche del Nordamerica, e sciolto nel 1783, per essere sostituito nel 1785 dallo United States Army.

## Storia

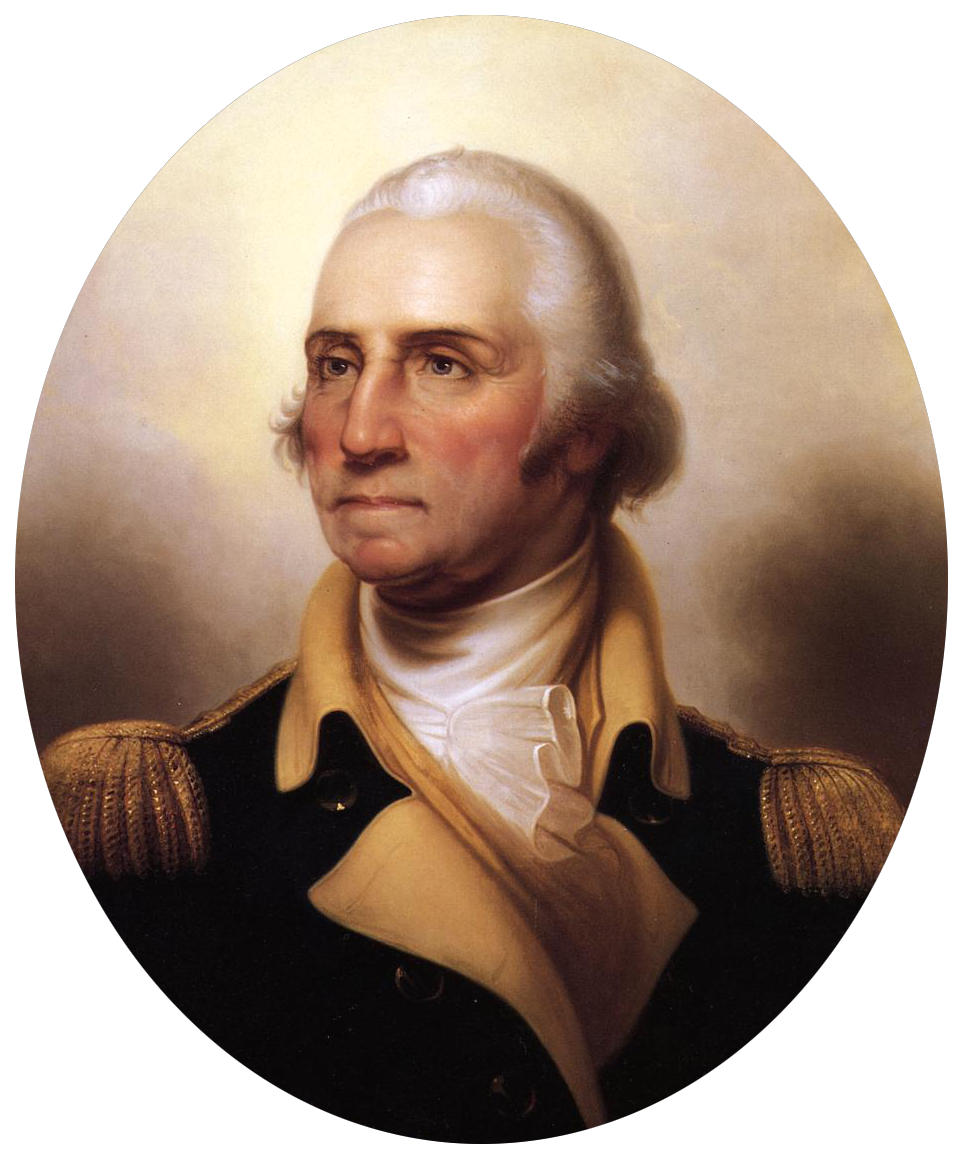
George Washington, fu nominato comandante in capo dell'esercito continentale il 15 giugno 1775.

Istituito da una risoluzione del congresso continentale il 14 giugno 1775, fu creato per coordinare gli sforzi militari delle Tredici colonie nella loro lotta contro il dominio della Gran Bretagna. L'esercito continentale operò in collaborazione con le milizie delle colonie e altre truppe che rimasero sotto il controllo dei singoli Stati. Il generale George Washington fu il comandante in capo dell'esercito durante la guerra.
Quando la guerra d'indipendenza americana iniziò nelle battaglie di Lexington e Concord nel mese di aprile del 1775, i rivoluzionari coloniali non avevano un esercito regolare. In precedenza, ogni colonia aveva arruolato la propria milizia, composta da cittadini-soldati a tempo parziale, per la difesa locale, o la chiamata temporanea di "reggimenti provinciali", durante crisi specifiche, come la guerra franco-indiana. Mentre le tensioni con la Gran Bretagna aumentavano negli anni precedenti alla guerra, i coloni iniziarono a riformare le loro milizie in preparazione al potenziale conflitto. La formazione delle milizie aumentò dopo il passaggio delle leggi intollerabili nel 1774. Coloni, come Richard Henry Lee proposero la creazione di una forza nazionale della milizia, ma il Primo congresso continentale respinse l'idea. Le milizie erano inizialmente in inferiorità numerica, ma dopo la battaglia di Lexington e Concord, migliaia di miliziani dalla Nuova Inghilterra si aggiunsero per contrastare le truppe britanniche che si erano asserragliate a Boston.
Il 23 aprile 1775, il congresso provinciale del Massachusetts autorizzò l'arruolamento di un esercito coloniale composto da un reggimento su 26 compagnie, seguito a breve da alcune analoghe, ma più piccole forze, arruolate dal New Hampshire, dal Rhode Island e dal Connecticut tra cui il 1º Reggimento Rhode Island, primo reggimento composto esclusivamente da afroamericani. Il 14 giugno 1775, il secondo congresso continentale decise di procedere con la creazione di un esercito continentale per finalità di difesa comune, adottando le forze già presenti fuori di Boston (22.000 soldati) e New York (5000). Inoltre arruolò le prime dieci compagnie di forze continentali, sulla base di un arruolamento annuale, principalmente tra i fucilieri della Pennsylvania, Maryland, Virginia per essere utilizzati come fanteria leggera, che sarebbero poi divenute il 1º Reggimento Continentale nel 1776. Il 15 giugno, il congresso stabilì George Washington come comandante in capo con voto unanime. Egli accettò e avrebbe servito durante l'intera guerra, senza alcun compenso, tranne il rimborso delle spese sostenute. Quattro generali (Artemas Ward, Charles Lee, Philip Schuyler, e Israel Putnam) e otto generali di brigata (Seth Pomeroy, Richard Montgomery, David Wooster, William Heath, Joseph Spencer, John Thomas, John Sullivan, e Nathanael Greene) furono nominati nel corso di pochi giorni. Pomeroy rifiutò e la posizione rimase vacante.
Man mano che il congresso continentale adottava sempre più le caratteristiche e la responsabilità di un organo legislativo di uno stato sovrano, il ruolo dell'esercito continentale fu oggetto di notevoli discussioni. C'era tra gli americani una generale avversione al mantenimento di un esercito permanente, ma, d'altra parte, le esigenze della guerra contro gli inglesi richiedevano la disciplina e l'organizzazione di un esercito moderno. Di conseguenza, l'esercito attraversò diverse fasi, caratterizzate dallo scioglimento e riorganizzazione delle diverse unità. La maggior parte dell'esercito continentale fu sciolto nel 1783 dopo il trattato di Parigi che mise fine alla guerra. Gli Stati mantennero le loro milizie. Le unità rimanenti costituirono infine il nucleo di quello che sarebbe diventato nel 1785 lo United States Army. Le poche unità presidiarie sparse rimaste furono attive sono al 1791 con l'istituzione della Legione degli Stati Uniti a causa dell'intensificarsi delle guerre indiane con i nativi americani.

## Composizione e organizzazione

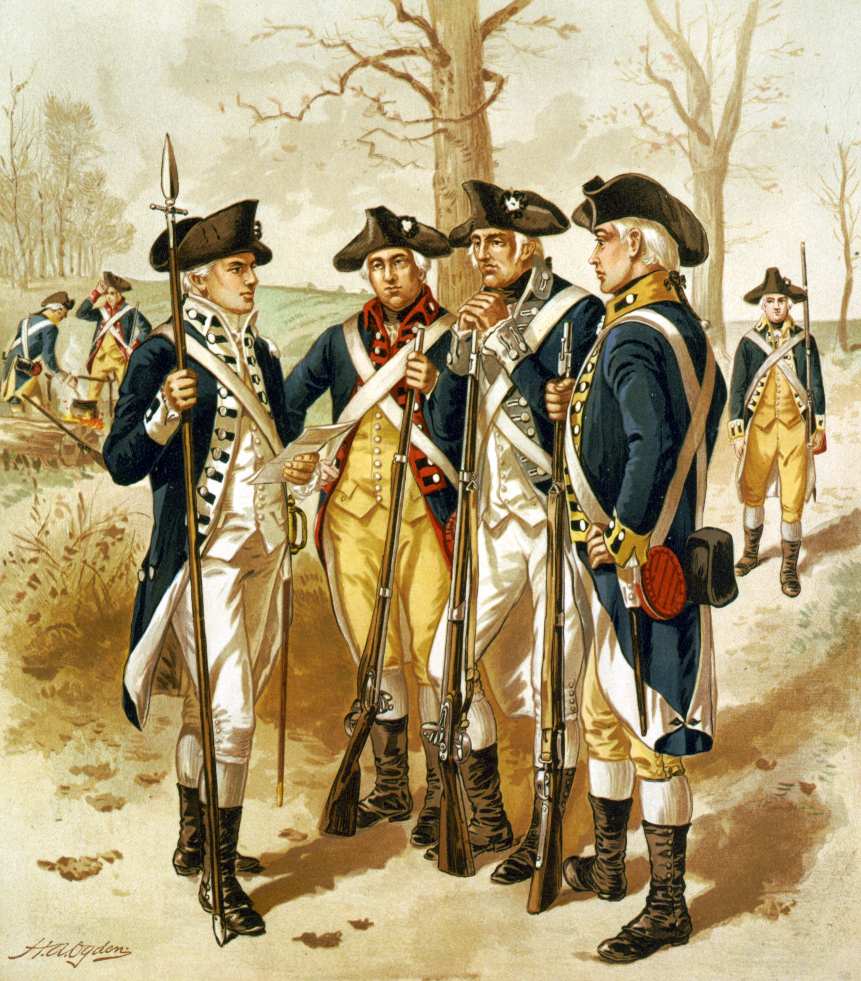
Fanteria dell'Esercito Continentale

I soldati dell'esercito continentale erano cittadini che si offrivano volontari per servire nell'esercito dietro compenso e in vari momenti durante la guerra, i periodi di arruolamento duravano da uno a tre anni. All'inizio della guerra d'indipendenza americana, i periodi di arruolamento furono brevi, poiché il congresso continentale temeva la possibilità che l'esercito continentale si trasformasse in un esercito permanente.
L'esercito non superò mai i 17.000 effettivi. L'avvicendamento fu un problema costante, in particolare durante l'inverno del 1776-77, e periodi di ferma più lunghi furono successivamente approvati. In linea generale, le forze continentali consistettero di diversi eserciti, o strutture, successivi:
- L'esercito continentale del 1775, che comprende il primo esercito del New England, organizzato da Washington in tre divisioni, sei brigate e 38 reggimenti. I dieci reggimenti del maggiore generale Philip Schuyler di New York furono utilizzati per invadere il Canada.
- L'esercito continentale del 1776, riorganizzato dopo che il periodo iniziale di arruolamento dei soldati dell'esercito 1775 era scaduto. Washington aveva presentato le sue raccomandazioni al Congresso Continentale quasi immediatamente dopo aver accettato la posizione di comandante in capo, ma il Congresso si prese tempo per valutarle e attuarle. Nonostante i tentativi di allargare la base di reclutamento al di là del New England, l'esercito 1776 rimase sbilanciato verso il Nord-Est, sia in termini di composizione che di orientamento geografico. Questo esercito era composto da 36 reggimenti, la maggior parte dei quali standardizzati su di un singolo battaglione forte di 768 uomini e basato su 8 compagnie, con una forza effettiva di linea di 640 uomini (essendo i restanti rappresentati da ufficiali e complementi).
- L'esercito continentale del 1777-80 fu il risultato di diverse riforme decisive e decisioni politiche che avvennero quando fu evidente che gli inglesi avevano iniziato l'invio di forze di massa per porre fine alla rivoluzione americana. Il congresso continentale emanò l'Eighty-eight Battaglione Resolve (riferito alla costituzione di battaglioni su 8 compagnie di 80 uomini ciascuna), ordinando a ogni stato di contribuire con reggimenti (organizzati su singolo battaglione) in proporzione alla propria popolazione. A Washington fu data successivamente la facoltà di arruolare ulteriori 16 battaglioni. Inoltre, i termini di arruolamento furono estesi a tre anni o "per la durata della guerra" per evitare le crisi di fine anno che indebolivano le forze dell'esercito continentale (in effetti il quasi collasso dell'esercito alla fine del 1776 aveva quasi posto fine alla guerra decretando una sconfitta per "abbandono" da parte dell'esercito continentale, o americana).
- L'esercito continentale del 1781-82 vide la più profonda crisi da parte americana nella guerra. Il congresso era alla bancarotta, il che rendeva molto difficile arruolare i soldati la cui ferma triennale era scaduta. Il sostegno popolare per la guerra era al suo minimo storico , e Washington dovette affrontare ammutinamenti sia nella Pennsylvania Line che nella New Jersey Line. Il congresso votò per tagliare i finanziamenti per l'esercito, ma Washington riuscì tuttavia ad assicurare importanti vittorie strategiche.
- L'esercito continentale del 1783-84, fu sostituito dall'esercito degli Stati Uniti, che persiste fino ad oggi. Firmata la pace con gli inglesi, la maggior parte dei reggimenti furono sciolti in maniera ordinata, anche se molti erano già stati precedentemente ridotti come consistenza numerica.

In aggiunta ai regolari dell'esercito continentale, unità di milizia locale, addestrate e finanziate dalle singole colonie o Stati, parteciparono alle battaglie durante la guerra. A volte, le unità di milizia operavano indipendentemente dall'esercito continentale, ma spesso le milizie locali furono chiamate a sostenere e aumentare le formazioni dell'esercito continentale durante le campagne. Le truppe di milizia svilupparono la reputazione di essere propense a ritirarsi prematuramente dal campo di battaglia, un fattore che fu integrato nella strategia nella battaglia di Cowpens.
La responsabilità finanziaria per la fornitura a pagamento, cibo, alloggio, vestiario, armi, ed altre attrezzature specifiche per le unità era assegnato a stati come parte della creazione di queste unità. Gli Stati differivano relativamente a come vennero adempiuti tali obblighi. Ci furono costanti problemi di finanziamento e di morale man mano che la guerra continuava. Questo aveva portato l'esercito a offrire salari bassi, spesso cibo avariato, lavoro duro, freddo, caldo, scarsità di indumenti e di ripari invernali, una dura disciplina ed un'alta probabilità di entrare nella lista delle perdite.

## Battaglie più importanti
- Assedio di Boston
- Battaglia di Long Island
- Battaglia di Harlem Heights
- Battaglia di Trenton
- Battaglia di Princeton
- Battaglia di Brandywine
- Battaglia di Germantown
- Battaglia di Saratoga
- Battaglia di Monmouth
- Assedio di Charleston
- Battaglia di Camden
- Battaglia di Cowpens
- Battaglia di Guilford Court House
- Battaglia di Yorktown

## Gradi

### Gradi nel 1775
|         | Ufficiali generali | Ufficiali generali | Ufficiali generali | Ufficiali generali | Ufficiali superiori                      | Ufficiali inferiori | Ufficiali inferiori | Sottufficiali e truppa | Sottufficiali e truppa |
| ------- | ------------------ | ------------------ | ------------------ | ------------------ | ---------------------------------------- | ------------------- | ------------------- | ---------------------- | ---------------------- |
| Titolo  | Generale           | Maggior generale   | Brigadier generale | Aiutante di campo  | Colonnello, Tenente colonnello, Maggiore | Capitano            | Tenente             | Sergente               | Caporale               |
| Insegna |                    |                    |                    |                    |                                          |                     |                     |                        |                        |

### Gradi nel 1780
|         | Ufficiali generali | Ufficiali generali | Ufficiali generali | Ufficiali superiori | Ufficiali superiori | Ufficiali superiori | Ufficiali inferiori | Ufficiali inferiori | Sottufficiali e graduati | Sottufficiali e graduati | Sottufficiali e graduati | Truppa           |
| ------- | ------------------ | ------------------ | ------------------ | ------------------- | ------------------- | ------------------- | ------------------- | ------------------- | ------------------------ | ------------------------ | ------------------------ | ---------------- |
| Titolo  | Generale           | Maggior generale   | Brigadier generale | Colonnello          | Tenente colonnello  | Maggiore            | Capitano            | Tenente             | Sergente maggiore        | Sergente                 | Caporale                 | Soldato semplice |
| Insegna |                    |                    |                    |                     |                     |                     |                     |                     |                          |                          |                          | Nessun simbolo   |